# مولاتسو
مولاتسو (به ایتالیایی: Mulazzo) یک کومونه در ایتالیا است که در استان ماسا-کارارا واقع شده‌است.

## خصوصیات
مولاتسو ۶۲٫۶ کیلومترمربع مساحت و ۲٬۵۷۰ نفر جمعیت دارد و ۳۵۱ متر بالاتر از سطح دریا واقع شده‌است.